# Remix Super Best
Albums de Aqua
Cartoon Heroes: The Best of Aqua Greatest Hits
Remix Super Best est un album d'Aqua contenant des remixes de chansons issues des albums Aquarium et Aquarius. Il est sorti le 18 novembre 2002.

## Pistes de l'album
1. Cartoon Heroes [E-Lite Extended Remix]
2. Around the World [Soundsurfers Radio Edit]
3. Bumble Bees [Hampenberg's Pop Mix]
4. Barbie Girl [Perky Park Club Mix]
5. Doctor Jones [Metro's 7" Edit] Listen
6. My Oh My [Spike, Clyde'n'eightball Club Mix]
7. Lollipop (Candyman) [Extended Original Mix]
8. Roses Are Red [Club Version]
9. Around the World [Dave Sears Club Mix]
10. Bumble Bees [Raz Club Mix]
11. Barbie Girl [Original Extended Mix]
12. Doctor Jones [Adrenalin Club Mix]
13. My Oh My [Extended Version]
14. Roses Are Red [Extended Version]
15. Good Morning Sunshine [Love to Infinity's Radio Mix]
16. Turn Back Time [Love to Infinity's Classic Paradise Mix]
17. Cartoon Heroes [Love to Infinity's Radio Mix]